# Schwarzmiss
Die Schwarzmiss ist eine Passhöhe (933 m ü. NHN) zwischen dem Murg- und Enztal im Nordschwarzwald südöstlich des Gernsbacher Stadtteils Reichental.
Die bei Gernsbach-Hilpertsau von der Bundesstraße 462 abzweigende und aus dem Murgtal über Reichtental ansteigende Passstraße L 76b durchquert etwas östlich des Passes den Weiler Kaltenbronn und verläuft durch das Tal des Kegelbachs weiter bis Sprollenhaus im Tal der Großen Enz.  
Benannt ist der Pass nach dem direkt östlich benachbarten Schwarzmiss (in Karten auch Schwarzmüß), einem 8,6 ha großen Hangmoor (hier Miss genannt), aus welchem Quellbäche des zur Enz führenden Kegelbachs entspringen. Der Pass quert hier einen in Nord-Süd-Richtung über den Langmartskopf, den Hohloh und den Schramberg verlaufenden Hauptkamm des Schwarzwaldes, auf dem das Natur- und Waldschutzgebiet Kaltenbronn liegt.
Am Pass selbst und in der Nähe befinden sich mehrere große Parkplätze, die mit Großbuchstaben beschildert sind (A–G). Diese Parkplätze sind ganzjährig Ausgangspunkt für Erholungssuchende, Wanderer, Sommer- und Wintersportler. Im Winter ist beispielsweise der Parkplatz auf der Passhöhe Startpunkt mehrerer Skilanglauf-Loipen, die auf dem Höhenzug zwischen Dobel und Besenfeld verlaufen. Einen Kilometer südwestlich des Passes befindet sich der Gipfel des Hohloh (988 m ü. NHN) mit dem Hohlohturm. Ein elf Kilometer langer Anstieg aus dem Murgtal mit 750 m Höhenunterschied und einem bis zu 12 % steilen Mittelteil ist als „Kaltenbronner Wand“ bekannt.